# 亞利桑那 (內布拉斯加州)
亞利桑那（英語：Arizona）是位於美國內布拉斯加州伯特縣的非建制地區。

## 歷史
亞利桑那的郵局於1867年設立，其後於1888年停運。

## 地理
亞利桑那所處的海拔為高於海平面314米（即1030英呎），而該地所採用的時區為UTC-6，即北美中部时区（CST）。同時該地設有夏令時間，為UTC-6調快一小時，即UTC-5（CDT）。